# Elsa Sánchez
Elsa Angelina Sánchez Sánchez (ur. 9 marca 1986) – dominikańska zapaśniczka walcząca w stylu wolnym. Zdobyła brązowy medal na igrzyskach panamerykańskich w 2011 i mistrzostwach w 2007. Trzecia na igrzyskach Ameryki Środkowej i Karaibów w 2010. Wicemistrzyni Ameryki Płd. z 2014. Brązowa medalistka igrzysk boliwaryjakich w 2013 roku.